# Alberto Setele
Alberto Setele (ur. 22 listopada 1935 w Zavali, zm. 7 września 2006) – mozambicki duchowny rzymskokatolicki, biskup Inhambane.

## Biografia
9 sierpnia 1964 przyjął święcenia prezbiteriatu i został kapłanem diecezji Inhambane.
20 listopada 1975 papież Paweł VI mianował go biskupem Inhambane. 8 lutego 1976 w katedrze w Inhambane przyjął sakrę biskupią z rąk arcybiskupa Lourenço Marques Alexandra José Marii dos Santosa OFM. Współkonsekratorami byli jego poprzednik biskup Beiri Ernesto Gonçalves da Costa OFM oraz biskup Porto Amélia Januário Machaze Nhangumbe.
Biskupem Inhambane był do śmierci 7 września 2006.